# فلاح ضاحي الهاجري
فلاح ضاحي فلاح ضاحي دلواح الهاجري (1976-) نائب في مجلس الأمة الكويتي.

## السيرة الشخصية
شارك النائب فلاح ضاحي الهاجري في انتخابات مجلس الأمة الكويتي 2022 وحصل على المركز السادس في الدائرة الانتخابية الثانية برصيد 2,921 صوت وفاز بالانتخابات، حاصل على بكالوريوس في الشريعة والدراسات الإسلامية عام 1999 من جامعة الكويت، والماجستير بالشريعة الإسلامية عام 2007 والدكتوراه بالشريعة الإسلامية عام 2011، وعمل سابقًا كمدير لمركز تحفيظ القران الكريم، وهو عضو منتدب بالهيئة العامة للتعليم التطبيقي والتدريب.